# 北上山地
北上山地（日语：／ Kitakami Sanchi */?）是位在日本東北地方的山地，山地東側臨太平洋，屬溺灣式海岸。最高峰是早池峰山（1917m），為日本百名山之一。國土地理院地圖與學校教育則稱之為北上高地。

## 地理

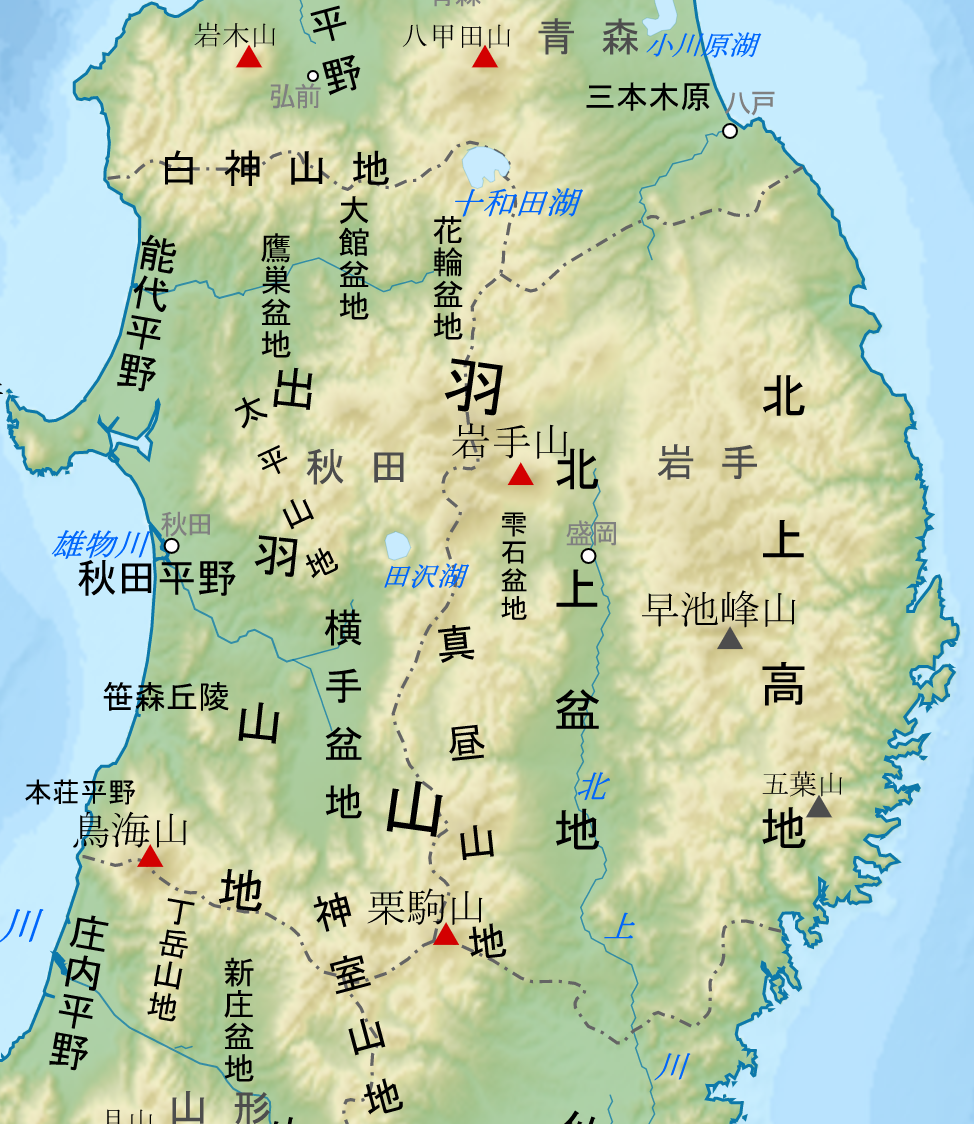
北上山地的位置

北上山地東臨太平洋，西接北上川、馬淵川河川低地。以北上山地為界，西側是北上盆地，東側為三陸海岸。山地北至青森縣東南部階上岳附近，南至宮城縣牡鹿半島，大半位於岩手縣。

## 地勢

### 形成史
地質上主要屬古生代與中生代地層。從構造帶來看，以最高峰所在的早池峰構造帶為界，南部北上山地為南部北上帶，北部北上山地則是葛卷-釜石帶與安家-田野原帶。各構造帶大致呈北北西－南南東方向分布。
其中，最古老的是志留紀的南部北上帶。如奧州市前澤生母北部與奧州市水澤黑石町的母體變質岩、陸前高田市冰上山的冰上花崗岩類等，可說是日本最古老的地層。南部北上帶在志留紀至泥盆紀是珊瑚生長的大陸邊緣溫暖淺海，之後北上與北部北上山地碰撞。北部的葛卷-釜石帶與安家-田野原帶則是古生代加上侏儸紀。早池峰構造帶是奧陶紀至志留紀的海洋性地殻，在南部北上帶與北部地塊碰撞後抬升。之後，白堊紀前期開始大島造山運動，整體多處被花崗岩貫穿。北上山脈的原型大致在此時形成。
第三紀以前，北上山地位於大陸邊緣，與俄羅斯濱海邊疆州連為一體，鄰接阿武隈山地。進入古第三紀後，雙葉斷層東側的北上山地往北，西側的阿武隈山地往南分離。接著，大約3000萬年前至1500萬年前，日本列島與大陸分離，移動至現在位置。此時的北上山地是座大島，西側為淺海，還沒有奧羽山脈。中新世後期，奧羽山脈隆起，與北上山地之間形成北上盆地。新生代，北上山地長期受到侵蝕作用。之後經歷末次冰期的冰緣作用，形成現在的平緩地形。

### 地震與火山
東邊太平洋板塊沉入隱沒於日本海溝，是本州東部地震頻繁的原因。然而地震主要來自於東方從海底至地殼深部的隱沒帶，西方則多發生於奧羽山脈以西，北上山地較少。
奧羽山脈東邊、青森縣恐山至宮城縣青麻山屬於青麻-恐火山列，但該火山列在岩手縣是通過七時雨山。未進入北上山地。

### 氣候
由於西方的奧羽山脈阻擋了日本海季風，北上山地降雪量較少，氣候涼爽。

## 主要山岳
- 階上岳（日语：階上岳）（740m）
- 安家森（1239m）
- 黑森山（日语：黒森山 (盛岡市・紫波町)）（837m）
- 早池峰山（1917m）
- 五葉山（日语：五葉山）（1351m）
- 室根山（日语：室根山）（895m）
- 大森山（日语：大森山）（750m）
- 德仙丈山（日语：徳仙丈山）（711m）
- 田束山（日语：田束山）（512m）

### 鐘乳洞
- 安家洞
- 龍泉洞
- 幽玄洞（日语：幽玄洞）

### 主要河川
- 北上川
- 久慈川（日语：久慈川 (岩手県)）
- 小本川
- 閉伊川（日语：閉伊川）
- 早瀨川
- 盛川

### 溪谷
- 久慈溪谷（久慈川）
- 猊鼻溪（砂鐵川（日语：砂鉄川））

## 產業
- 工業

過去有以釜石為中心的鐵礦，以及以大船渡為中心的石灰岩。高度成長期以前，田老礦山生產硫化鐵與銅。
- 林業
- 觀光

遠野有民話的故鄉之稱。另有龍泉洞等大型鐘乳洞。

## 交通

### 鐵道
- JR東日本山田線
- 釜石線
- 大船渡線

### 主要道路
縱斷道路
- 國道340號（日语：国道340号）

橫斷道路
- 國道395號（日语：国道395号）
- 國道281號（日语：国道281号）
- 國道455號（日语：国道455号）
- 國道106號（日语：国道106号）
- 國道283號（日语：国道283号） - 仙人隧道
- 國道107號（日语：国道107号）
- 國道343號（日语：国道343号）
- 國道397號（日语：国道397号）
- 國道284號（日语：国道284号）

## 外部連結
- . kotobank （日语）.